# Motlalepula Mofolo
Motlalepula Mofolo (né le 7 septembre 1987) est un footballeur lésothien. Il joue au poste de milieu.

## Référence
1. ↑  (en) « Fiche de Motlalepula Mofolo », sur national-football-teams.com